# Faye Grant
Faye Grant, właśc. Faye Elizabeth Yoe (ur. 16 lipca 1957 w St. Clair Shores) – amerykańska aktorka telewizyjna.

## Życiorys

### Wczesne lata
Urodziła się w St. Clair Shores w stanie Michigan jako córka policjanta. Jako nastolatka występowała w teatrze. W 1975 ukończyła Lake Shore High School. W wieku osiemnastu lat opuściła rodzinny dom i podróżowała autostopem po Meksyku, Stanach Zjednoczonych i Kanadzie. Podczas pobytu w Meksyku pojawiała się w hiszpańskich reklamach.

### Kariera
Osiedliła się ostatecznie w Los Angeles, gdzie rozpoczęła karierę aktorską w serialu sci-fi ABC Największy amerykański bohater (The Greatest American Hero, 1981-1982) jako Rhonda Blake. Rok później zadebiutowała w dwóch kinowych produkcjach – melodramacie Lisi ogień rozpalony (Foxfire Light, 1982) z Lesliem Nielsenem i filmie familijnym fantasy Podróżnik z Unknown (Voyager from the Unknown, 1982) u boku Jona-Erika Hexuma.
Stała się znana dzięki roli Julie Parrish w telefilmie sci-fi Warner Bros. V (1983) z Markiem Singerem, miniserialu NBC V: Końcowa walka (V: The Final Battle, 1984) i serialu Warner Bros./NBC V (1984-1985). Pojawiła się także w jednym z odcinków serialu CBS Siódme niebo (7th Heaven, 1996).
Od 2 lipca 1985 do 18 maja 1986 roku występowała na scenie Broadwayu George Gershwin Theatre w musicalu Deszczowa piosenka (Singin' In The Rain), a za rolę Liny Lamont otrzymała nagrodę Theatre World Award i nominację do nagrody Drama Desk.

### Życie prywatne
21 kwietnia 1985 roku poślubiła aktora Stephena Collinsa. Mają córkę Kate (ur. 1990). Jednak 7 maja 2012 doszło do separacji, a 23 stycznia 2015 rozwiedli się.

## Wybrana filmografia

### filmy fabularne
- 1981: Szkolna wycieczka (Senior Trip, TV) jako Denise
- 1982: Podróżnik z Unknown (Voyager from the Unknown)
- 1982: Lisi ogień rozpalony (Foxfire Light) jako Joanna Morgan
- 1983: V (TV) jako dr Juliet Parrish
- 1989: Styczniowy człowiek (January Man) jako Alison Hawkins
- 1990: Wydział wewnętrzny (Internal Affairs) jako Penny Stretch
- 1991: Omen IV: Przebudzenie jako Karen York
- 1992: Betty Lou strzela (The Gun in Betty Lou's Handbag) jako Charleen Barnes
- 1996: On Seventh Avenue (TV) jako Stephanie Hodges Aiken
- 1997: Nieślubny ojciec (Unwed Father, TV) jako Lillian Kempler
- 2008: Dziewczyna mojego kumpla jako Marrilee

### serial TV
- 1981-1982: Największy amerykański bohater (The Greatest American Hero) jako Rhonda Blake
- 1983: Hardcastle i McCormick jako Barbara Johnson
- 1983: Opowieści złotej małpy jako Genevieve LaBatier
- 1984-1985: V: Końcowa walka (V: The Final Battle) jako dr Juliet Parrish
- 1984-1985: V jako dr Juliet Parrish
- 1996: Siódme niebo (7th Heaven) jako Abby Morris
- 1999: A życie kołem się toczy jako Joan
- 2001-2002: State of Grace jako Tattie McKee
- 2001: Siódme niebo (7th Heaven) jako Abby